# Antigua casa consistorial de Albacete
La antigua casa consistorial de Albacete o casa Cortés es un palacio de estilo ecléctico del siglo XVIII situado en la ciudad española de Albacete. Fue la casa consistorial de Albacete durante más de un siglo, entre 1879 y 1986. Actualmente es sede del Museo Municipal de Albacete y del Museo Internacional de Arte Popular del Mundo.

## Historia
La casa propiedad de Manuel Cortés Alonso fue construida en el siglo XVIII en la entonces llamada plaza del Progreso. En 1878 el edificio fue adquirido por el Ayuntamiento de Albacete para instalar su sede ante las insuficientes dependencias con las que contaba en el momento.
La nueva casa consistorial fue inaugurada por el gobernador civil el 3 de enero de 1879, cuando se celebró la primera sesión ordinaria del ayuntamiento en su nueva sede. 
La corporación encargó en 1900 al arquitecto municipal Francisco Manuel Martínez Villena una reforma integral del edificio, motivo por el que el ayuntamiento se instaló en una sede provisional mientras se producían las obras. 
El 8 de julio de 1903 el edificio fue reinaugurado bajo la alcaldía de Gabriel Lodares. En los años siguientes se procedió a decorarlo interiormente. Así, el nuevo salón de sesiones fue inaugurado en sesión el 8 de septiembre de 1913. 

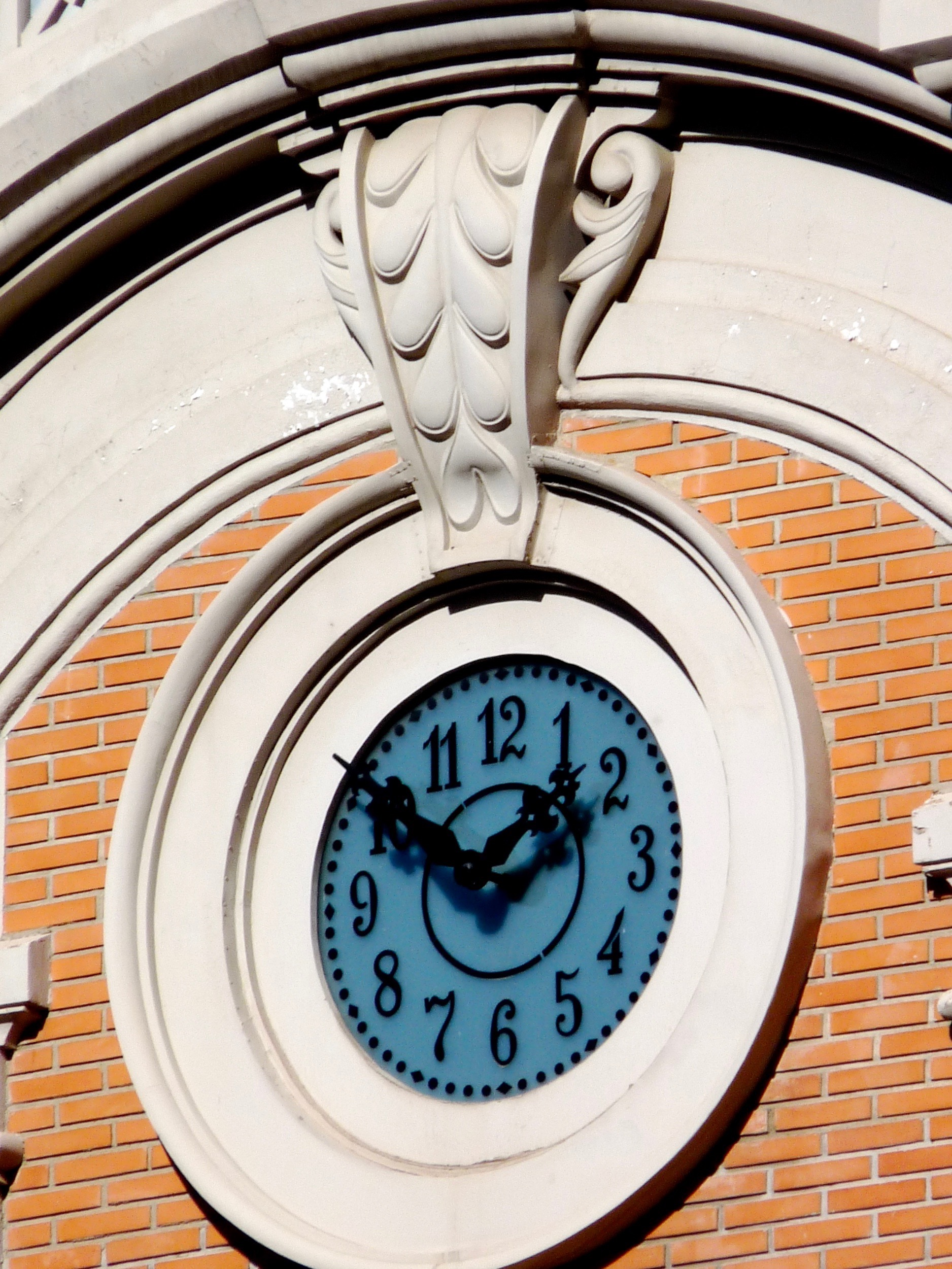
Torre del reloj

La reforma consistió en dar más altura y una segunda planta lateral al edificio, además de construir un nuevo salón de sesiones, la torre del reloj, el vestíbulo y la escalera imperial. 
El 21 de noviembre de 1986, durante la alcaldía de José Jerez Colino, se celebró la última sesión del Ayuntamiento de Albacete en la casa Cortés, antes de trasladarse a su nueva sede.
En 1995 el edificio se convirtió en la sede del Museo Municipal de Albacete. En 2008 fue inaugurado el Museo Internacional de Arte Popular del Mundo, con el que comparte instalaciones.

## Características

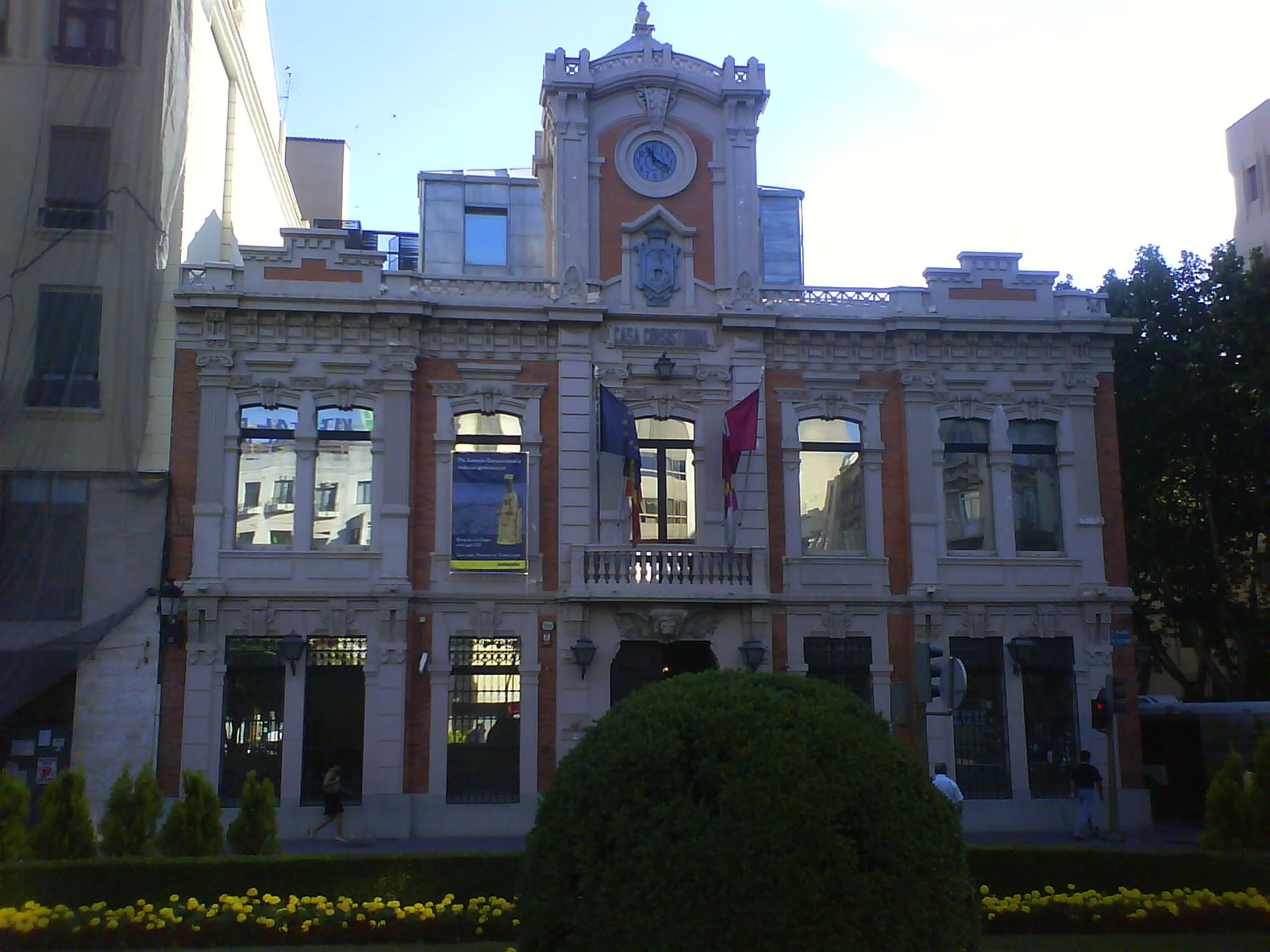
Fachada principal del histórico edificio desde los jardines del Altozano

El edificio, de estilo ecléctico, está situado en la plaza del Altozano, en pleno centro de la capital. En su fachada principal se eleva la torre del reloj. Las pilastras articulan las ventanas verticales. El escudo de Albacete y un letrero central en el que se lee «casa consistorial», fruto de su antigua función, se hacen visibles en la fachada.
El inmueble alberga la sede del Museo Municipal de Albacete y del Museo Internacional de Arte Popular del Mundo.